# Ольгинська сільська рада
О́льгинська сільська́ ра́да — адміністративно-територіальна одиниця та орган місцевого самоврядування в Горностаївському районі Херсонської області. Адміністративний центр — село Ольгине.

## Загальні відомості
Ольгинська сільська рада утворена в 1943 році.
- Територія ради: 71 км²
- Населення ради: 1 123 особи (станом на 2001 рік)

## Населені пункти
Сільській раді підпорядковані населені пункти:
- с. Ольгине
- с. Кочубеївка

## Склад ради
Рада складається з 16 депутатів та голови.
- Голова ради:
- Секретар ради: Корінь Наталя Петрівна

### Керівний склад попередніх скликань
| Прізвище, ім'я, по батькові | Основні відомості                                                      | Дата обрання | Дата звільнення |
| --------------------------- | ---------------------------------------------------------------------- | ------------ | --------------- |
| Вовк Наталія Іванівна       | Сільський голова, 1974 року народження, член Селянської партії України | 26.03.2006   | 31.10.2010      |
| Ільюх Сергій Іванович       | Сільський голова, 1973 року народження, освіта вища, позапартійна      | 31.10.2010   | 07.08.2014      |

Примітка: таблиця складена за даними сайту Верховної Ради України

### Депутати
За результатами місцевих виборів 2010 року депутатами ради стали:

#### За суб'єктами висування
| Суб'єкт висування                                       | Кількість обраних депутатів | %    |
| ------------------------------------------------------- | --------------------------- | ---- |
| Партія регіонів                                         | 12                          | 75   |
| Політична партія Всеукраїнське об'єднання «Батьківщина» | 3                           | 18,8 |
| Самовисування                                           | 1                           | 6,3  |

#### За округами
| № округу                                                | Прізвище, ім'я, по батькові | Дата визнання обраним | Освіта  | Партійна приналежність                        | Відомості про обраного депутата                                           |
| ------------------------------------------------------- | --------------------------- | --------------------- | ------- | --------------------------------------------- | ------------------------------------------------------------------------- |
| Партія регіонів                                         |                             |                       |         |                                               |                                                                           |
| 1                                                       | Корінь Наталя Петрівна      | 01.11.2010            | вища    | член Партії регіонів                          | Ольгинська сільська рада, секретар                                        |
| 2                                                       | Шаманська Ольга Анатоліївна | 01.11.2010            | вища    | член Партії регіонів                          | Ольгинська загальноосвітня школа І-ІІІ ст., вчитель                       |
| 3                                                       | Петренко Римма Дмитрівна    | 01.11.2010            | вища    | член Партії регіонів                          | Ольгинська загальноосвітня школа І-ІІІ ст., вчитель                       |
| 5                                                       | Пастушук Антоніна Дмитрівна | 01.11.2010            | вища    | член Партії регіонів                          | Ольгинська загальноосвітня школа І-ІІІ ст., вчитель                       |
| 6                                                       | Вовк Сергій Миколайович     | 01.11.2010            | середня | член Партії регіонів                          | ТОВ "Торговий Дім «Україна», оператор дощувальних машин                   |
| 7                                                       | Шевченко Ірина Миколаївна   | 01.11.2010            | середня | член Партії регіонів                          | ТОВ "Торговий Дім «Україна», бригадир польової бригади                    |
| 8                                                       | Павлик Сергій Портерович    | 01.11.2010            | середня | член Партії регіонів                          | кафе «Нива», приватний підприємець                                        |
| 9                                                       | Ферчук Ліна Іванівна        | 01.11.2010            | середня | член Партії регіонів                          | ТОВ "Торговий Дім «Україна», обліковець                                   |
| 11                                                      | Борисюк Тетяна Іванівна     | 01.11.2010            | середня | член Партії регіонів                          | ОКП «Добробут», директор                                                  |
| 13                                                      | Фертак Наталя Володимирівна | 01.11.2010            | вища    | член Партії регіонів                          | Ольгинська загальноосвітня школа І-ІІІ ст., вчитель                       |
| 14                                                      | Баранова Любов Дмитрівна    | 01.11.2010            | середня | член Партії регіонів                          | Ольгинський фельдшерсько-акушерський пункт, завідувачка                   |
| 16                                                      | Корінь Ганна Миколаївна     | 01.11.2010            | середня | член Партії регіонів                          | Ольгинський фельдшерсько-акушерський пункт, медична сестра                |
| Політична партія Всеукраїнське об'єднання «Батьківщина» |                             |                       |         |                                               |                                                                           |
| 4                                                       | Проценко Тетяна Михайлівна  | 01.11.2010            | вища    | член Всеукраїнського об'єднання «Батьківщина» | пенсіонер                                                                 |
| 12                                                      | Скопич Олександр Григорович | 01.11.2010            | середня | член Всеукраїнського об'єднання «Батьківщина» | Агрофірма «Агротех», механізатор                                          |
| 15                                                      | Шоломко Вадим Володимирович | 01.11.2010            | вища    | член Всеукраїнського об'єднання «Батьківщина» | ПП Шоломко, керівник                                                      |
| Самовисування                                           |                             |                       |         |                                               |                                                                           |
| 10                                                      | Турчин Василь Григорович    | 01.11.2010            | середня | член Партії регіонів                          | Горностаївське управління водного господарства, машиніст насосної станції |

## Населення
Згідно з переписом УРСР 1989 року чисельність наявного населення сільської ради становила 1109 осіб, з яких 549 чоловіків та 560 жінок.
За переписом населення України 2001 року в сільській раді мешкало 1108 осіб.

### Мова
Розподіл населення за рідною мовою за даними перепису 2001 року:
| Мова       | Відсоток |
| ---------- | -------- |
| українська | 93,14 %  |
| російська  | 5,70 %   |
| білоруська | 0,27 %   |
| румунська  | 0,09 %   |
| угорська   | 0,09 %   |
| інші       | 0,71 %   |